# Tilapia rendalli
Tilapia rendalli, conosciuta comunemente come Tilapia pettirosso, è un pesce d'acqua dolce appartenente alla famiglia Cichlidae.

## Distribuzione e habitat
Questa specie è diffusa nelle acque dolci dell'Africa centro-meridionale: nei bacini idrografici dei fiumi Congo, Okavango, Tugela, Cunene e Zambesi, nel lago Malawi, nel Tanganica. È stato inoltre introdotto in altre aree per itticoltura o per il controllo delle alghe infestanti, anche se numerosi ambienti hanno riscontrato impatto negativo dopo la sua introduzione. 

Preferisce acque lente, densamente vegetate; tollera una grande escursione termica delle acque (da 8 °C a 41 °C) nonché di salinità.

## Descrizione
Come le altre tilapie presenta un corpo robusto, compresso ai fianchi, dal profilo ovaloide. La bocca è grande, con labbra carnose, il peduncolo caudale è tozzo, con ampia pinna caudale a delta. dorsale e anale sono lunghe, appujntite, le pinne ventrali sono piccole e appuntite. Le pettorali sono ampie. La livrea prevede testa verdastra, corpo di color giallo bronzeo, più chiaro sul ventre. Dal dorso partono verso il basso alcune fasce irregolari brune, semitrasparenti. Petto e ventre sono rossastri. Le pinne sono brune, orlate di grigio chiaro, con sfumature rosse. 

Raggiunge una lunghezza massima di 45 cm.

## Etologia
Forma grandi banchi, prevalentemente diurni.

## Riproduzione
Entrambi i riproduttori costruiscono un nido sul fondo, a ridosso di piante acquatiche. Dopo la deposizione e la fecondazione le uova, da 700 a 8000, piccole, di color giallo ambra, sono curate dai genitori, che si occuperanno anche degli avannotti.

## Predatori
È preda abituale di Cichla ocellaris, Mormyrops deliciosus e Schilbe mystus.

## Alimentazione
Gli avannotti e i giovani si nutrono di zooplancton, gli adulti preferiscono detriti, alghe, insetti e piccoli crostacei.

## Pesca
Questa specie è oggetto di pesca sportiva, commerciale e allevamento in itticoltura per l'alimentazione umana.

## Acquariofilia
Sebbene non molto diffusa, come altre specie di Tilapia è allevata in acquari pubblici e privati.